# Al-Jazirah
Al-Jazirah (Arabisch: ولاية الجزيرة, Al Jazīrah; Engels: Gezira) is een van de 18 staten van Soedan. De staat ligt tussen de Blauwe Nijl en de Witte Nijl in het oost-midden van het land. Het heeft een landoppervlakte van 25.549,2 km² en een geschatte inwoneraantal van 2.796.000 (2012). De naam komt van het Arabische woord voor eiland of schiereiland. Wad Madani is de hoofdstad van de staat.
Het is een goed bevolkt gebied, geschikt voor landbouw. Het gebied was een zuidelijke punt van Nubië. Er is weinig bekend over de geschiedenis van het gebied en ook er is zeer weinig archeologisch werk gedaan. Gedurende enkele eeuwen was Al-Jazirah onderdeel van het koninkrijk Alodia. Met het uiteenvallen van die staat in het begin van de 16de eeuw werd het gebied onderdeel van het koninkrijk Sennar.

## Grenzen
Al Jazirah wordt omgeven door vier andere staten van Soedan:
- Khartoem in het noorden.
- Al-Qadarif in het oosten.
- Sinnar in het zuiden.
- Witte Nijl in het westen.

Al-Jazirah · Al-Qadarif · Ash-Shamaliyah · Blauwe Nijl · Centraal-Darfoer  · Kassala · Khartoem · Noord-Darfoer · Noord-Kordofan · Oost-Darfoer · Nijl · Rode Zee · Sennar · West-Darfoer · West-Kordofan · Witte Nijl · Zuid-Darfoer · Zuid-Kordofan